# 合田心平
合田 心平（ごうだ しんぺい、1992年9月23日 - ）は、日本の元男子バレーボール選手、バレーボール指導者である。

## 来歴
広島県神石郡出身。父親が監督をしていた影響や兄がプレーしていた影響を受けて、小学校に入った頃からバレーボールを始めた。学生時代、小学5年の頃から下宿をしてのバレーボール人生が続いた。
崇徳高等学校、大阪産業大学でのプレーを経て、大学卒業前に、パナソニックパンサーズから練習生としてプレーする機会が与えられた。練習生としての3ヶ月間のプレーを経て2015年4月にパナソニックに正式入団。パナソニックでは、日本代表セッターの深津英臣と関田誠大がいたため出場機会に恵まれなかった。
2018年5月、黒鷲旗が終わった頃に移籍の話が出て、長く悩んだ末に、地元のチームでもあるJTサンダーズ広島への移籍を決断。同年8月に移籍した。
2020-21シーズンよりチーム副主将を2シーズン務めた。2022-23シーズンよりコーチを兼任する。
2023年、3月31日付でJTサンダーズ広島を退団した。4月より母校の崇徳高等学校のコーチを務める。

## 人物・エピソード
身長172cmと男子バレーボールにおいては低身長であり、前衛のときはどうしても自身のブロックの上からスパイクを打たれてしまう。そのためVリーグでは出場機会が限られた。その分、レシーブや丁寧なセットには力を注ぎ、度重なる練習で武器をつくり上げた。金子聖輝の成長にも一役買い、練習に付き合い、セッターとしてのノウハウを叩き込んだ。新井雄大は「合田さんがコートに入ると合田さんのエナジーが全員に伝わってきた」と話している。

## 所属チーム
- 崇徳高等学校
- 大阪産業大学
- パナソニックパンサーズ（2015-2018年）2015-17:#19, 2017-18:#18
- JTサンダーズ広島（2018-2023年）#12